# Лесогорское муниципальное образование
Лесогорское муниципальное образование — муниципальное образование со статусом городского поселения в 
Чунском районе Иркутской области России. Административный центр — посёлок Лесогорск.

## Демография
По результатам Всероссийской переписи населения 2010 года 
численность населения муниципального образования составила 6228 человек, в том числе 2801 мужчина и 3427 женщин.

## Населённые пункты
В состав муниципального образования входят населённые пункты
- Лесогорск
- Баянда
- Бидога[2]